# Gerry Wolff
Pour les articles homonymes, voir Wolff.
Gerry Wolff (né le 23 juin 1920 à Brême en Allemagne et mort le 16 février 2005 à Oranienburg en Allemagne d'une maladie du cœur), est un acteur allemand.

## Filmographie
- 1964 : Preludio 11
- 1974 : Les Affinités électives (Wahlverwandtschaften) de Siegfried Kühn
- 1976 : Beethoven - Tage aus einem Leben de Horst Seemann : Stephan von Breuning
- 1982 : Dein unbekannter Bruder de Ulrich Weiß